# Ludo Schurgers
Ludo Schurgers (Bree, 15 ottobre 1955) è un ex ciclista su strada belga.

## Palmarès
- 1977 (dilettanti)

3ª tappa Ronde van Limburg dilettanti (Dilsen-Stokkem > Peer)
4ª tappa Ronde van Limburg dilettanti (Peer > Hasselt)
Omloop Het Volk dilettanti
- 1978 (Mini Flat, una vittoria)

Omloop Mandel-Leie-Schelde
- 1982 (Masta, una vittoria)

Scheldeprijs
- 1983 (Masta, una vittoria)

Grote Prijs Stad Vilvoorde

### Altri successi
- 1978 (Mini Flat)

Criterium di Koersel
Classifica sprint Volta Ciclista a Catalunya
- 1979 (Mini Flat)

Criterium di Niel
- 1980 (Mini Flat)

Criterium di Nommel
- 1981 (Masta)

Criterium di Vrasene
Criterium di Nommel
Textielprijs-Vichte
- 1983 (Masta)

Criterium di Beringen
- 1985 (TeVe Blad)

Criterium di Oostakker
GP Lanssens Crelan
- 1986 (TeVe Blad)

Criterium di Laarne
Criterium di Helchteren
- 1987 (Sigma-Fina)

Criterium di Arendonk
Criterium di Aartrijke

## Piazzamenti

### Classiche monumento
- Milano-Sanremo

1980: 93º